# Compsophorus kurarensis
Compsophorus kurarensis är en stekelart som först beskrevs av Tohru Uchida 1929.  Compsophorus kurarensis ingår i släktet Compsophorus och familjen brokparasitsteklar. Inga underarter finns listade i Catalogue of Life.